# 妙廟美少女
《妙廟美少女》是由吉岡公威所創作的日本漫畫，由2018年9月1日開始，連載於講談社旗下漫畫網站「Comic DAYS」。截至2023年5月，累計發行量已超過120萬冊。
改編電視動畫於2023年7月至9月播映。兩集番外篇合併一話於11月播映。

## 登場人物
赤神明光（聲：赤坂柾之、內田雄馬（笨神·色光）、楠木毬菜（少年））
出身赤神家的大學生青年，21歲。個性認真正直，待人溫柔，雖然擁有不少的慾念，但都以強大的理智壓抑。因為習慣獨自生活，所以比三日月寺的其他女人都更擅長做家務，尤其是料理。
因赤神家以濫情著稱，加上父親的行徑，在當地被冠上色魔一族的名號，讓他從小就飽受家族形象拖累、苦不堪言。為了洗刷家族的污名、長年堅持獨身主義，極力避免與女性接觸，在大學期間將所有精力投身到打工和課業上，志向成為國家公務員。
然而在因緣際會下見到蒼葉結月，並對她一見鍾情，因此墮落而開始參加酒肉朋友（聲：小西克幸、安元洋貴）的聯誼會，還荒廢了學業與打工。為了祛除雜念，決定休學出家，在叔父的介紹下前往三日月寺修行，但因為誤會，結果前往的寺廟正是結月居住的尼姑庵。
在意外與結月重逢時，震驚之餘還將告白脫口而出，讓結月誤以為他是自己的相親對象，鬧了不少笑話。雖然尼姑庵本不會接受男性，但不只作為住持的嬉嬉許可，父親春風還欠了三日月寺兩千萬日圓，作為兒子的他有義務償還，所以在結月的提議下以幫傭的形式留下。
一度因為月夜引發的事件而愧疚離開，但原來住的公寓已經退租，私人物品也被擅自扔掉，陷入無家可歸的境地，而後結月和月夜找回，領悟到「人不能獨自生存」的道理後回到寺廟，正式成為三日月寺中一員。
因為長久以來因赤神之名被女性厭惡疏遠，所以自我評價極低，不覺得自己受女性歡迎。在相處下三日月寺中有很多女性對他的人格魅力傾心，但他只覺得各位是出於良善，不認為自己是被喜愛。意識到三日月寺的五位美女都喜歡他之後，強化了自己修行強度而且還努力下自我暗示，免得看到眾位美女就尷尬。
蒼葉結月（聲：愛美）
蒼葉家的長女，月夜跟海月的姊姊。17歲的巨乳美少女高中生。
充滿愛心、堅定、責任心極強，但也是個冒失而神經大條的女人，因為手推車不小心弄倒了而把其一的米袋砸到明光身上，拿著另外兩個米袋從而與他相識，還因擔心他的傷勢準備打電話叫救護車，但明光口說沒事並轉身就走。當穿著袈裟的明光剛來到三日月寺時，她將他誤會為自己的相親對象，明光還馬上開口向她求婚，鬧了不少笑話。後來發現他的父親欠了三日月寺兩千萬日圓，作為兒子的他有義務償還，所以提議以幫傭（寺務員）的形式讓其留下。
打從心底里熱愛著自己所居住的三日月寺，但自從擔任住持的母親突然失蹤，至今因為沒有正式住持而面臨廢寺的危機，為此不惜與龍刻寺僧人峯安相親，目的是為了一位形式上的婚約者，希望爭取時間以讓自己獲取住持的資格。而後因為不想欺騙別人，向對方坦白了一切，希望締結平等的合作關係。雖然峯安現實的點出三日月寺的問題，認為自身難保的寺廟給不了任何人幸福，倒不如廢寺一了百了，但在明光的支持下成功說服對方（峯安和明光的談話中，因為聽起來像是明光對結月求婚而使她臉紅害羞），讓他同意了這場合作假訂三年的婚約。
雖然外表純情，但其實私底下對性有不小的好奇心（兩度錯過末班車而邀請明光一起去愛情旅館借宿），被很多人說是個悶騷的女人，但她本人心中羞澀、難為情反而極力否定。力氣很大，能夠一隻手拎著米袋並揹起五個米袋走路，還可以徒手劈開巨石。然而運動能力很差，曾參加過學校的弓道社，但除了拉弓的站姿以外，射出的箭全都一塌糊塗，最終只能放棄練習弓道退社。
儘管有種種誤會，對明光還是漸漸長生了好感，只是因為有著家業的壓力，所以對這份情感沒有自覺，只會在明光與其他女性交好時會有忌妒反應，在聖誕夜與對方互相交換佛珠作為禮物。偶然看見妹妹月夜和明光在情人節接吻的場面，才萌生出自己喜愛明光的自覺。
聽完神樂的說明，得知明光因為赤神之名，使他沒辦法好好面對眾人的心意，無法正常戀愛。雖然她也很想為明光解決問題，但還是想尊重他的想法；神樂表示認同，並認為結月是最好色的，上一次的法類會議中，她一個人在房間裡回味自己跟媽媽一起被明光揉胸時的感受一事。之後去本山修行（月那表示要取得住持資格需要兩年，但體驗只要兩周），然而經過一個月，結月仍未回歸三日月寺。
蒼葉月夜（聲：芹澤優）
蒼葉家的次女，結月的妹妹，海月的二姊，巨乳美少女高中生。崇拜姊姊結月，因此參加了姊姊參加過的弓道社，但因為顧慮扛下家業的姊姊而休社，後在明光的鼓勵下回歸。
一開始對明光厭惡至極，初次見面時被襲胸而留下不好的印象，尤其擔心姊姊結月會被他下手，為將他趕出三日月寺，打算要讓明光做一些不合理的工作並借此為難他，可是明光卻將工作都完成了。甚至不惜被大家派去設下色誘陷阱，結果意外與他接吻，恰巧也被姊姊結月親眼目睹。但後來在姊妹兩人的對談中，結月認為明光是吃了秤砣鐵了心出家，而且她們的母親一定會讓想住在三日月寺的人安心定居，覺得自己的行為太過草率，與姊姊結月一同找回對方並對明光道歉，表明會親眼審視他的行為，又因明光奪走了她的初吻而增加五百萬日圓的債務，月夜還要明光負起責任。而在之後相處中，對明光的態度漸漸發生了變化，產生微妙的感情，距離感逐漸拉近縮小。曾被同班同學誤會和明光是戀人關係，雖然她將其介紹給朋友們時否認了這個說法，但仍然將他定義為自己的“家人”。
某天三日月寺的女人們（嬉嬉除外）舉行了一場與體重計被詛咒有關的女子會議，原因是明光做的料理太好吃，她們不小心就吃太多了。月夜不太想讓明光知道她正在減肥這件事，因為會感到不好意思。海月還提議她和明光結婚。
雖然她生長環境與交友狀況幾乎都以女性為主，完全不了解戀愛是怎樣的情感，但還是意識到自己已因為明光的善良而愛上了他，在情人節時藉著送巧克力的機會主動吻上了對方。
月夜擔心明光，做出面對面環抱的舉動。要他好好看著自己，並詢問前些時候跟神樂接吻，訴說著情人節當時自己的吻表達（心意）還不夠好，會好好練習所謂的（深吻）技術。而因牆壁太薄，隔壁的結月也聽到了兩人對話，內心感到焦躁不安。神樂在明光的房間裝上針孔攝影機，清楚看到兩人的互動，對月夜的挑戰顯得興致勃勃。
蒼葉海月（聲：山下七海）
蒼葉家的三女，初中生，結月跟月夜的妹妹。有點毒舌，帶著神秘的氣息，能夠理解喵之助的話語，話少且有些呆萌，意外的懂很多，會說出一些尖酸刻薄的評價。性格自律、身材嬌小卻非常會吃，有寫日記的習慣，希望將來能成為一個出色的成年女性，以支持自己的兩位姊姊。
她對明光沒有任何不好的感覺，告訴過對方佛陀也有孩子（即释迦牟尼與耶输陀罗的獨生子罗睺罗），也很享受自從明光搬進來寺廟後，周圍產生的所有變化，包括他的一手好廚藝。希望明光和她自己或她的兩位其中一位姊姊結婚。
在積極備考中，除了自己以外的所有女生都在嘗試跟明光更進一步，開始怨嘆沒辦法享受開心的氣氛，正好明光為了弄宵夜，經過海月的房間，她立刻大吐苦水；明光表示海月的生日為3月2日，她們也在苦惱要怎麼在海月的備考期間策劃慶祝方式；明光認為大家都有好好關心她，藉此鼓勵海月努力備考，肯定會有好收穫；海月立即表示若她能成功度過這段備考時間，希望明光給她獎勵，那就是一場大人級別的約會。於是海月重新召開女子會，在她的考試結束前要所有女生「禁止戀愛」。考試結束後，確認考上結月與月夜就讀的學校，大家幫忙祝賀，順便替海月慶祝生日，她當場表示三日月寺「戀愛解禁」。展示「大人的從容」，對明光的感情不會輸給任何人，讓神樂也強硬表示自己會去跟明光約會。
米亞·克莉絲多夫（聲：朝日奈丸佳）
在三日月寺寄宿的雙馬尾少女，胸部豐滿，比明光早半年住進寺廟。為了了解日本文化，米亞和神樂從國外來到三日月寺寄宿，但總是被神樂灌輸一些荒唐、錯誤的知識給誤導。一開始給三日月寺的印象是有點潔身自好，自從明光正式搬進來寺廟後，現在給人的印象是總是穿著凸顯身材的衣服。
出身於外國某個名門，與赤神家相似，是個以濫情縱慾聞名的好色一族。因母親（聲：藤田咲）的關係與明光一樣深受家族形象所苦，被小學同學（聲：高田憂希、石見舞菜香）疏遠孤立。長大後由於變成美少女，開始受到男性追捧而深感苦惱，於是為了擺脫容易發情的體質和神樂來到日本修行。
初次和明光見面時，對他留下了不好的印象，剛開始打算與月夜合作將他趕出三日月寺。結月和月夜重新找回明光後，她向對方發起了決鬥，然而過程中被神樂從中作梗，被明光不小心襲胸而昏倒。之後因神樂的惡作劇而與明光一起被困在倉庫時，讓米亞講述了自己的過去。然而在得知明光的境遇與自己一樣後感到同病相憐，成為對抗家族血脈的戰友，後來在相處的過程漸漸喜歡上了他。
明光、米亞與神樂，三人一起快樂約會（後來結月、月夜與海月也跟著去），結果是去當婚禮公關公司的模特兒宣傳，米亞理解想獨佔明光的心情，因此她也想探索著讓大家都能幸福的道路，無意間覺醒心中的「好色女王」，這就是她內心的「法愛」。有另一種黑化的「好色女王」模式，會顯示她內心的「崩愛」。
有一個妹妹名叫“莎拉·克莉絲多夫”。她和美琴／尊一同來到日本，在三日月寺宣揚克莉絲多夫家族的「傳統」。對與性有關的話題非常開放。而且十三歲還擁有好身材，讓海月感到震驚。
神樂·鮑德溫（聲：上坂堇）
米亞的隨從，出身於克莉絲多夫家的旁系鮑德溫家族。性格精明狡黠，總是帶著一副笑臉，但鮮少展現出內在情緒。雖然經常拿米亞當玩具並總是在背後捉弄她（拿數位攝影機拍），但非常忠誠，兩人之間有著深厚的感情。有一個姊姊名叫“美琴·鮑德溫／尊·鮑德溫”。
本是克莉絲多夫家為了引導米亞成為「好色女王」（Frotic Queen）而安插的僕從，但在與米亞的相處中產生了真正的友誼。為了深受血緣苦惱而鬱悶的米亞，向本家提議讓她們前往日本修禪，名義上是要讓米亞在禁慾環境下物極必反，覺醒血脈本能，但實際上是想要米亞能暫時擺脫家族的束縛。然而被要求要讓米亞在日本期間與一百的男性有夜晚的「交際」經驗，還需要定期回報進度，不然就強制兩人回國，所以她只好先用電腦修圖製造偽證，讓本家有培育計畫順利的錯覺。
赤神明光到來後，認為這是能讓米亞覺醒的契機，於是刻意湊合兩人，順便獲得大量修圖素材。但在知道米亞是動真情後，對明光的態度就開始反轉，因為她知道明光對結月一見鍾情，可能不會回應米亞情感，為避免米亞受傷而想要將明光趕出三日月寺，然而色誘陷阱跟金錢誘惑都以失敗告終，只好作罷。後意識到自己也喜歡上赤神明光。當她對明光提出交往邀請，使得結月的戀愛危機感大增，於是召開女子會打算來個「禁止戀愛」；結月與神樂兩人不同的想法（一個想要平等，另一個要阻止「禁止戀愛」）僵持不下，決定要以扳手腕決一勝負，贏的人可以跟明光一日約會，以技巧比贏用蠻力的結月。約會時眾人去婚禮公關公司的模特兒宣傳，共同來團體大合照，神樂表示自己想認真成為明光的戀人，對他做出深吻的舉動。
嬉嬉（聲：高橋智秋）
三日月寺的臨時女住持，結月的師傅，是一位性格隨和的大胸美女。雖然是個精明、心計十足、非常可靠的成年人，但私生活卻很邋遢，而且還喜歡喝酒。有喝醉酒時撫摸其他女孩胸部的習慣。明光在叔父的介紹下前往三日月寺修行，但因為誤會，結果前往的寺廟正是結月居住的尼姑庵。原本三日月寺是不允許男人進入，但因為明光可以提供免費的勞動力，所以被允許進入寺廟。喜歡戲弄別人，有時她還會對明光展示自己的胸部來引誘他。
某天峯安來到三日月寺要求結月三個月之內得度，否則假訂三年的婚約作廢。於是嬉嬉決定正式對結月進行佛學的教導，並讓明光和米亞也一起參與修行。
學生時戴著眼鏡，性格害羞。似乎因為家是寺廟而選擇了住持的職業，但實際上是因為她暗戀的學長峯安曾說過，希望自己將來的伴侶是能與自己共入佛理的人。每年情人節都想送巧克力給峯安，但因為每次都過度緊張而扔到他臉上，以掩飾自己的害羞。
喵之助／喵仔（聲：安濟知佳）
住在三日月寺的貓，經常和海月在一起。
赤神春風（聲：川田紳司）
赤神明光的父親，經常和女人在外拈花惹草的濫情男子；甚至到借錢的地步，在三日月寺留下蒼葉三姊妹的父親蒼葉由月兩千萬日圓的借款。
鬼城峯安（聲：福山潤）
龍刻寺的僧侶，在家中排行老三，結月名義的相親對象。知道經營寺廟的辛苦，所以一開始對結月的計畫抱持否定態度，勸說她接受廢寺結果（蒼葉大僧正／蒼葉月那在背後拜託峯安幫忙），但在明光的誠懇態度下改變想法，同意借出自己的名號。
嬉嬉高中時期的學長，也是她的暗戀對象，每年情人節臉上都會被她扔巧克力。但他完全不知情，還以為嬉嬉討厭他。
蒼葉大僧正／蒼葉月那（聲：阿澄佳奈）
將明光拉進結月的相親場所的女住持，真實身分為蒼葉三姊妹的母親蒼葉月那。在法類會議上，她看到女兒結月努力不讓三日月寺被迫廢寺的執著，但同意不廢寺的前提下，要把明光趕走，因為「赤神」就是讓三日月寺背負債務的男人姓氏，當場火冒三丈，結月不同意，但月那表示明光幾乎擄獲了寺廟中所有女生的芳心（都是心甘情願的那種），加上兩人因為意外被強力膠黏住手牽手，認為明光只會拖累結月。結月為了捍衛明光，就來場母女打架，彼此互搧巴掌。明光掙脫強力膠的束縛，試圖阻止蒼葉母女，卻意外發生母女同時襲胸，雙方的巴掌就瞬間打在明光的臉上。經過一番折騰，母女雙方的臉都被打腫，說話都含糊不清才勉強停止，月那表示沒辦法完全信任明光，會擇期去三日月寺查看。當她特意前來參加海月的畢業典禮，見到海月鼓勵明光嘗試、體驗真正的戀愛，而緊抱對方。她決定要更動行程，即刻前往三日月寺視察，要好好檢視明光的為人。
三人一起回到三日月寺，月那表示經過法類會議，三日月寺可以保留，但她並沒認可明光在這裡修行。於是展開了個別會談調查，米亞跟神樂都很老實的說出，明光並未真的對女生們毛手毛腳，極力幫他爭取清白；海月表示自己投懷送抱，月夜表示明光是個在危機關頭時伸出援手的好男人，結月承認自己很好色，也不討厭在法類會議中，被明光意外摸胸部，她深信媽媽肯定也不討厭，月那口是心非的表示她才不好色，但說得跟做出來的動作完全矛盾。月夜對於母親離家出走去大寺廟修行的過去，讓結月為了三日月寺操勞一事，表達深刻的不滿，月那感到深刻的歉意，也很欣慰女兒長大了。而後認定明光很受大家的喜愛，表示能留下來修行。
月下麻奈／真奈（聲：久保田未夢）
月夜的朋友兼同班同學之一，1-B班的女學生，參加的學校社團為弓道社。有一個姊姊名叫真梨。
神奈祐希／有紀（聲：若井友希）
月夜的朋友兼同班同學之一，1-B班的女學生，參加的學校社團為弓道社。
月下真梨（聲：千春）
結月的學姐，和月夜的朋友麻奈是姊妹。聖誕節時明光和結月兩人外出，而來到她經營的佛具店，向兩人介紹佛教的婚禮是交換佛珠而不是戒指。
天道真晝（聲：佐佐木未來）
結月、明光和米亞一起收取年貢的其中一住戶的年輕太太，自己放在院子裡的白米讓三人自行取用，認識嬉嬉和結月的母親蒼葉月那。
天道朝日、天道陽（聲：伊藤彩沙（朝日）、相羽亞衣奈（陽））
真晝的子女（一男一女），年紀還小，喜歡看胸部。

## 出版書籍
| 卷數 | 講談社         | 講談社                                                  | 東立出版社     | 東立出版社             |
| 卷數 | 發售日期       | ISBN                                                    | 發售日期       | ISBN                   |
| ---- | -------------- | ------------------------------------------------------- | -------------- | ---------------------- |
| 1    | 2019年7月5日   | ISBN 978-4-06-516239-2                                  | 2020年5月8日   | ISBN 978-957-26-4804-9 |
| 2    | 2019年11月22日 | ISBN 978-4-06-517559-0                                  | 2020年10月22日 | ISBN 978-957-26-4805-6 |
| 3    | 2020年5月22日  | ISBN 978-4-06-519481-2                                  | 2021年4月9日   | ISBN 978-957-26-6126-0 |
| 4    | 2020年11月20日 | ISBN 978-4-06-521420-6                                  | 2022年4月7日   | ISBN 978-957-26-6127-7 |
| 5    | 2021年5月21日  | ISBN 978-4-06-523120-3 ISBN 978-4-06-523428-0（特裝版） | 2023年1月12日  | ISBN 978-957-26-7234-1 |
| 6    | 2021年11月17日 | ISBN 978-4-06-525914-6                                  | 2023年7月28日  | ISBN 978-957-26-8382-8 |
| 7    | 2022年8月5日   | ISBN 978-4-06-528769-9                                  | 2024年8月8日   | ISBN 978-626-347-158-0 |
| 8    | 2023年1月23日  | ISBN 978-4-06-530170-8                                  |                |                        |
| 9    | 2023年6月22日  | ISBN 978-4-06-531772-3                                  |                |                        |
| 10   | 2023年10月5日  | ISBN 978-4-06-533099-9                                  |                |                        |
| 11   | 2024年4月5日   | ISBN 978-4-06-535018-8                                  |                |                        |
| 12   | 2024年10月7日  | ISBN 978-4-06-537095-7                                  |                |                        |
| 13   | 2025年4月7日   | ISBN 978-4-06-539154-9                                  |                |                        |

## 電視動畫

### 主題曲
片頭曲
煩悩☆パラダイス
作詞、主唱：愛美
作曲：BOUNCEBACK，編曲：
片尾曲

主唱：蒼葉結月（愛美）、蒼葉月夜（芹澤優）、蒼葉海月（山下七海）、米亞·克莉絲多夫（朝日奈丸佳）、神樂·鮑德溫（上坂堇）
作詞：工藤寬顯，作曲、編曲：酒井祐輝
用於第1、6、7、12、13（OVA）話

主唱：蒼葉結月（愛美）、蒼葉月夜（芹澤優）、蒼葉海月（山下七海）
作詞：工藤寬顯，作曲、編曲：森拓人
用於第2、4、5、10、11話

主唱：米亞·克莉絲多夫（朝日奈丸佳）、神樂·鮑德溫（上坂堇）
作詞、作曲、編曲：TECHNOBOYS PULCRAFT GREEN-FUND
用於第3、8、9話

### 各話列表
| 話數             | 日文標題              | 中文標題             | 劇本     | 分鏡         | 演出         | 作畫監督 | 總作畫監督                 | 首播日期      |
| ---------------- | --------------------- | -------------------- | -------- | ------------ | ------------ | --- | -------------------------- | ------------- |
| 第一話           |                       | 決定用身體來償還了！ | 香椎葉平 | 古賀一臣     | 古賀一臣     | 保村成、高橋渚 | 勝又聖人                   | 2023年 7月9日 |
| 第二話           |                       | 色色不是什麼壞事哦？ | 日暮茶坊 | 石山貴明     | 峰友則       | 、 峰友則、竹澤清貴、 高橋渚、福井麻記、 西田正義、山口光紀、 鈴木雄大、長田雄樹、 池田竜也、江崎稔、 grain               | 勝又聖人、 輿石曉、 保村成 | 7月16日       |
| 第三話           |                       | 把他閹了吧           | 香椎葉平 | 菅沼榮治     | 熨斗谷充孝   | Ho Sung jin、Lee Jung pil、 Shin Yu mi、杉本幸子、 北條直明、園田大勢、 岩崎亮、鵜池一馬、 川村敏江、峰友則、 、 竹澤清貴 | 保村成、 高橋渚            | 7月23日       |
| 第四話           |                       | 你先去沖個澡吧       | 香椎葉平 | 古贺一臣     | 古贺一臣     | 竹澤清貴、山口光紀、 彗敏、鑫月、 、grain                                                                                 | 不適用                     | 7月30日       |
| 第五話           |                       | 你該怎樣負起責任來呢 | 日暮茶坊 | 中川聰       | 中川聰       | 西田美彌子、 Lee Jong man                                                                                                 | 高橋渚                     | 8月6日        |
| 第六話           |                       | Let's 既定事實       | 日暮茶坊 | 新子太一     | 飯野健太郎   | 峰友則、日根野優子、 横井秀章、江崎稔、 藤田正幸、柄谷綾子、 、 竹澤清貴、龍光、 慧敏、RadPlus                            | 不適用                     | 8月13日       |
| 第七話           |                       | 你的內褲是什麼顏色？ | 日暮茶坊 | 菅沼榮治     | 熨斗谷充孝   | 杉本幸子、北條直明、 閔賢叔、Lee Jong man、 、 竹澤清貴、                                                                 | 不適用                     | 8月20日       |
| 第八話           |                       | 看見烏龜有好兆頭     | 香椎葉平 | アベユーイチ | アベユーイチ | 日根野優子、金元會、 、 日影工房                                                                                          | 保村成                     | 8月27日       |
| 第九話           |                       | 打年糕也很色色呢     | 香椎葉平 | 中川聰       | 中川聰       | 北條直明、園田大勢、 岩崎亮、鵜池一馬、 閔賢叔、Lee Jong Man、 、 、王川                                                  | 高橋渚                     | 9月3日        |
| 第十話           |                       | 只是有些慾火難平     | 日暮茶坊 | 飯野健太郎   | 飯野健太郎   | 福島史士、西田正義、 藤田和行、飯飼一幸、 鈴木雄大、江崎稔、 富田泰弘、、 福田紀之                                        | 保村成                     | 9月10日       |
| 第十一話         |                       | 身體是很誠實的哦     | 日暮茶坊 | 飯野健太郎   | 熨斗谷充孝   | 杉本幸子、北條宿明、 閔賢叔、承明界、 Ho sung jin、、 富田泰弘、王川                                                      | 保村成、 高橋渚            | 9月17日       |
| 第十二話         |                       | 人無法獨自生存       | 香椎叶平 | 古贺一臣     | 古贺一臣     | 竹泽清贵、福田纪之、 山口光纪、鑫月、彗敏、 王宽、、 唐书强、Grain                                                        | 胜又圣人、 保村成          | 9月24日       |
| 第十三話 （OVA） |                       | 不是吧 怎麼會這麼大… | 香椎叶平 | 古贺一臣     | 古贺一臣     | 、江崎稔、 日根野優子、、 金慶鎬、金基燁、 金鐘範、李官雨、 、 正直困太、藤谷奈美、 Studio PAPER CRANES、 王寬、          | 保村成                     | 11月22日      |
| 第十三話 （OVA） | 妳們要是摸了那種地方… |                      | 香椎叶平 | 古贺一臣     | 古贺一臣     | 、江崎稔、 日根野優子、、 金慶鎬、金基燁、 金鐘範、李官雨、 、 正直困太、藤谷奈美、 Studio PAPER CRANES、 王寬、          | 保村成                     | 11月22日      |

### 播映平台
| 播映地區                           | 播映平台                 | 播映日期              | 播映時間              | 備註 |
| ---------------------------------- | ------------------------ | --------------------- | --------------------- | ---- |
| 香港、澳門、臺灣、馬來西亞、新加坡 | Ani-One 中文官方動畫頻道 | 2023年7月9日－9月24日 | 星期日 00:00（UTC+8） |      |
| 臺灣                               | 巴哈姆特動畫瘋           | 2023年7月9日－9月24日 | 星期日 00:00（UTC+8） |      |

### 藍光
| 卷數 | 發行日期       | 收錄話數           | 規格編號     |
| ---- | -------------- | ------------------ | ------------ |
| 上   | 2023年10月25日 | 第1話—第6話、OVA1  | KIZX-90613/4 |
| 下   | 2023年11月22日 | 第7話—第12話、OVA2 | KIZX-90615/6 |

## 外部連結
- 漫畫連載網站 - Comic DAYS（日語）
- 漫畫連載網站 - Magazine Pocket（日語）
- 《碧藍之海》和《妙廟美少女》的X（前Twitter）（日語）
- 電視動畫官方網站
- 電視動畫的X（前Twitter）